# Wellachköpfe
Wellachköpfe – szczyt w grupie Granatspitzgruppe, w Wysokich Taurach we Wschodnich Alpach. Leży w Austrii, we Wschodnim Tyrolu.